# Second Division 1994-1995
La Football League Second Division 1994-1995 è stato il 68º campionato inglese di calcio di terza divisione, nonché il 3º con la denominazione di Second Division.

## Stagione

### Formula
In previsione della riduzione dei club della Premier League, destinati a scendere da 22 a 20 nel 1995-1996, la Football League fu costretta a rimodulare il numero di promozioni e retrocessioni degli altri campionati professionistici. Per quanto riguarda la Second Division, salirono nella divisione superiore due squadre anziché tre (il campione di lega più la vincente dei play off), mentre a scendere nella categoria inferiore furono le ultime cinque della graduatoria (a differenza delle precedenti edizioni veniva dunque coinvolta anche la 20ª classificata).

## Squadre partecipanti
| Squadra                | Città              | Stadio                  | Stagione precedente                                     |
| ---------------------- | ------------------ | ----------------------- | ------------------------------------------------------- |
| Birmingham City        | Birmingham         | St Andrew's             | 22º posto in Football League First Division, retrocesso |
| Blackpool              | Blackpool          | Bloomfield Road         | 20º posto in Football League Second Division            |
| Bournemouth            | Bournemouth        | Dean Court              | 17º posto in Football League Second Division            |
| Bradford City          | Bradford           | Valley Parade           | 7º posto in Football League Second Division             |
| Brentford              | Londra (Hounslow)  | Griffin Park            | 16º posto in Football League Second Division            |
| Brighton & Hove Albion | Brighton           | Goldstone Ground        | 14º posto in Football League Second Division            |
| Bristol Rovers         | Bristol            | Twerton Park (Bath)     | 8º posto in Football League Second Division             |
| Cambridge United       | Cambridge          | Abbey Stadium           | 10º posto in Football League Second Division            |
| Cardiff City           | Cardiff            | Ninian Park             | 19º posto in Football League Second Division            |
| Chester City           | Chester            | Deva Stadium            | 2º posto in Football League Third Division, promosso    |
| Crewe Alexandra        | Crewe              | Gresty Road             | 3º posto in Football League Third Division, promosso    |
| Huddersfield Town      | Huddersfield       | Alfred McAlpine Stadium | 11º posto in Football League Second Division            |
| Hull City              | Kingston upon Hull | Boothferry Park         | 9º posto in Football League Second Division             |
| Leyton Orient          | Londra (Leyton)    | Brisbane Road           | 18º posto in Football League Second Division            |
| Oxford United          | Oxford             | Manor Ground            | 23º posto in Football League First Division, retrocesso |
| Peterborough United    | Peterborough       | London Road             | 24º posto in Football League First Division, retrocesso |
| Plymouth Argyle        | Plymouth           | Home Park               | 3º posto in Football League Second Division             |
| Rotherham United       | Rotherham          | Millmoor                | 15º posto in Football League Second Division            |
| Shrewsbury Town        | Shrewsbury         | Gay Meadow              | 1º posto in Football League Third Division, promosso    |
| Stockport County       | Stockport          | Edgeley Park            | 4º posto in Football League Second Division             |
| Swansea City           | Swansea            | Vetch Field             | 13º posto in Football League Second Division            |
| Wrexham                | Wrexham            | Racecourse Ground       | 12º posto in Football League Second Division            |
| Wycombe Wanderers      | High Wycombe       | Adams Park              | 4º posto in Football League Third Division, promosso    |
| York City              | York               | Bootham Crescent        | 5º posto in Football LeagueSecond Division              |

## Classifica finale
|  | Pos. | Squadra           | Pt | G  | V  | N  | P  | GF | GS | DR  |
|  | ---- | ----------------- | -- | -- | -- | -- | -- | -- | -- | --- |
|  | 1    | Birmingham City   | 89 | 46 | 25 | 14 | 7  | 84 | 37 | +47 |
|  | 2    | Brentford         | 85 | 46 | 25 | 10 | 11 | 81 | 39 | +42 |
|  | 3    | Crewe Alexandra   | 83 | 46 | 25 | 8  | 13 | 80 | 68 | +12 |
|  | 4    | Bristol Rovers    | 82 | 46 | 22 | 16 | 8  | 70 | 40 | +30 |
|  | 5    | Huddersfield Town | 81 | 46 | 22 | 15 | 9  | 79 | 49 | +30 |
|  | 6    | Wycombe           | 78 | 46 | 21 | 15 | 10 | 60 | 46 | +14 |
|  | 7    | Oxford Utd        | 75 | 46 | 21 | 12 | 13 | 66 | 52 | +14 |
|  | 8    | Hull City         | 74 | 46 | 21 | 11 | 14 | 70 | 57 | +13 |
|  | 9    | York City         | 72 | 46 | 21 | 9  | 16 | 67 | 51 | +16 |
|  | 10   | Swansea City      | 71 | 46 | 19 | 14 | 13 | 57 | 45 | +12 |
|  | 11   | Stockport County  | 65 | 46 | 19 | 8  | 19 | 63 | 60 | +3  |
|  | 12   | Blackpool         | 64 | 46 | 18 | 10 | 18 | 64 | 70 | -6  |
|  | 13   | Wrexham           | 63 | 46 | 16 | 15 | 15 | 65 | 64 | +1  |
|  | 14   | Bradford City     | 60 | 46 | 16 | 12 | 18 | 57 | 64 | -7  |
|  | 15   | Peterborough Utd  | 60 | 46 | 14 | 18 | 14 | 54 | 69 | -15 |
|  | 16   | Brighton          | 59 | 46 | 14 | 17 | 15 | 54 | 53 | +1  |
|  | 17   | Rotherham Utd     | 56 | 46 | 14 | 14 | 18 | 57 | 61 | -4  |
|  | 18   | Shrewsbury Town   | 53 | 46 | 13 | 14 | 19 | 54 | 62 | -8  |
|  | 19   | Bournemouth       | 50 | 46 | 13 | 11 | 22 | 49 | 69 | -20 |
|  | 20   | Cambridge Utd     | 48 | 46 | 11 | 15 | 20 | 52 | 69 | -17 |
|  | 21   | Plymouth          | 46 | 46 | 12 | 10 | 24 | 45 | 83 | -28 |
|  | 22   | Cardiff City      | 38 | 46 | 9  | 11 | 26 | 46 | 74 | -38 |
|  | 23   | Chester City      | 29 | 46 | 6  | 11 | 29 | 37 | 84 | -47 |
|  | 24   | Leyton Orient     | 26 | 46 | 6  | 8  | 32 | 30 | 75 | -45 |

Legenda:
      Promosso in Football League First Division 1995-1996.
  Ammesso ai play-off.
      Retrocesso in Football League Third Division 1995-1996.
Regolamento:
Tre punti a vittoria, uno a pareggio, zero a sconfitta.
In caso di arrivo di due o più squadre a pari punti, la graduatoria verrà stilata secondo i seguenti criteri:
- maggior numero di gol segnati
- differenza reti

## Spareggi

### Play-off

#### Tabellone
|  | Semifinali | Semifinali            | Semifinali | Semifinali | Semifinali |  |  | Finale            | Finale            | Finale |  |
|  |            |                       |            |            |            |  |  |                   |                   |        |  |
|  | 5          | Huddersfield T. (dcr) | 1          | 1          | 2          |  |  |                   |                   |        |  |
|  | 2          | Brentford             | 1          | 1          | 2          |  |  | Bristol Rovers    | Bristol Rovers    | 1      |  |
|  | 4          | Bristol Rovers (gfc)  | 0          | 1          | 1          |  |  | Huddersfield Town | Huddersfield Town | 2      |  |
|  | 3          | Crewe Alexandra       | 0          | 1          | 1          |  |  |                   |                   |        |  |

#### Semifinali
|                   | Risultati     |                   | Luogo e data                 |
| ----------------- | ------------- | ----------------- | ---------------------------- |
| Bristol Rovers    | 0-0           | Crewe Alexandra   | Bath, 14 maggio 1995         |
| Crewe Alexandra   | 1-1 (dts)     | Bristol Rovers    | Crewe, 17 maggio 1995        |
|                   |               |                   |                              |
| Huddersfield Town | 1-1           | Brentford         | Huddersfield, 14 maggio 1995 |
| Brentford         | 1-1 (3-4 dcr) | Huddersfield Town | Londra, 17 maggio 1995       |
|                   |               |                   |                              |

#### Finale
|                | Risultati |                   | Luogo e data                             |
| -------------- | --------- | ----------------- | ---------------------------------------- |
| Bristol Rovers | 1-2       | Huddersfield Town | Londra (Wembley Stadium), 28 maggio 1995 |
|                |           |                   |                                          |